# Pente (jeu)
Pour les articles homonymes, voir Pente.
Pente (/pεnte/) est un jeu de société combinatoire abstrait qui oppose deux joueurs : généralement Blanc et Noir.
Il se joue sur un tablier, le goban, de trois cent soixante-et-une intersections, dix-neuf sur dix-neuf, le même que celui du jeu de go, un jeu similaire au pente, appelé gomoku narabe (五目並べ) au Japon (import du wǔzi qí (五子棋) chinois) y est d'ailleurs joué
Il existe deux façons de gagner la partie :
- aligner cinq pions de sa couleur ;
- capturer cinq paires de pions à l’adversaire.

Ces règles expliquent l’étymologie du nom de Pente, d’après le mot grec « πέντε » signifiant « cinq ».
Les règles sont dues à Gary Gabrel, un habitant de l’Oklahoma, qui adapta en 1973 les règles d’un jeu japonais, le ninuki-renju.

## Règles du jeu
Chaque joueur, Blanc et Noir, pose l’un après l’autre un pion de sa couleur sur le goban. Blanc commence toujours la partie au centre et Noir répond en posant son pion sur une autre intersection de son choix. Le deuxième coup de Blanc ne doit pas être placé à moins de trois intersections du pion initial. Cette contrainte ne vaut que pour ce deuxième coup et répond au souci de ne pas avantager outre mesure le joueur qui commence.
Les alignements pris en compte peuvent être horizontaux, verticaux ou diagonaux. La capture d’une paire de pions survient lorsqu’un joueur place un de ses pions à l’extrémité d’un alignement de deux pions adverses contigus (ni plus, ni moins) et dont l’autre extrémité est déjà occupée par un de ses propres pions. Si le pion nouvellement placé vient fermer plusieurs alignements, il capture tous les pions adverses des lignes ainsi fermées. Les pions capturés sont sortis du goban.
Comme indiqué en introduction, le gagnant est celui qui aligne cinq de ses pions de manière contiguë, comme au jeu de morpion ou qui capture cinq paires de pions adverses. Ces deux objectifs sont suffisamment contradictoires pour offrir un grand intérêt stratégique au jeu.
Une variante consiste à jouer à deux contre deux, obligeant chaque joueur à deviner l’objectif de son partenaire.

## Pour jouer
Proposé initialement par Parker, Pente n’a plus été commercialisé pendant plusieurs années mais un jeu de go fait très bien l’affaire. MB semble avoir adapté les règles pour son Pagoda qui utilise un tableau de dix-sept sur dix-sept. On peut aussi jouer sur ordinateur contre une intelligence artificielle ou contre un autre joueur en ligne. Le jeu n’est pas d’une programmation difficile : en son temps, l’Amstrad CPC 664 pouvait déjà s’avérer un adversaire sérieux.
Depuis 2006, une version de Pente est à nouveau commercialisée par Winning Moves. Une règle additionnelle introduit quatre pions joker qui appartiennent aux deux joueurs.

### Compétitions
Le premier championnat de France de Pente a été organisé en 1984 : après sélection, les huit premiers des 400 inscrits se sont affrontés en un tournoi toutes rondes avec une cadence de 20 minutes par joueur. Le tournoi est remporté par Hervé Dumont, lycéen âgé de 16 ans.